# Горячая точка (геология)
Горя́чая то́чка (от англ. hot spot → горячее пятно) — явления магматизма в геологии вызванное воздействием мантийного плюма в отдельных точках внутренних районов литосферных плит.

## Описание
Это район продолжительного вулканизма с расплавами высокотемпературного глубокого мантийного происхождения.
Общий объём лавы, извергнутый в районах горячих точек, не превышает 1 % от всего земного вулканического материала, однако от этого процесса зависело формирование многих вулканических островов и архипелагов, находящихся вдали от континентов, например Гавайские острова.

## История

Схема движения земной коры над горячей точкой

Термин в 1963 году предложил канадский геофизик Тузо Вилсон. На примере возникновения цепочки Гавайских островов он утверждал следующее:

Очаг, производящий в большом количестве магму под островом Гавайи, находится глубоко в мантии практически в фиксированном положении. При разрастании океанического дна кора над этим очагом двигалась на северо-запад, и вулканические острова, образовавшиеся в результате нагромождения изверженных пород, продолжили своё движение в этом направлении.
Теория горячих точек возникла вскоре после появления теории тектоники плит для объяснения внутриплитного магматизма.
Сейчас большинство исследователей сходятся на том, что горячие точки возникают над горячими мантийными потоками, или плюмами, идущими от ядра Земли.

## Горячие точки на Земле

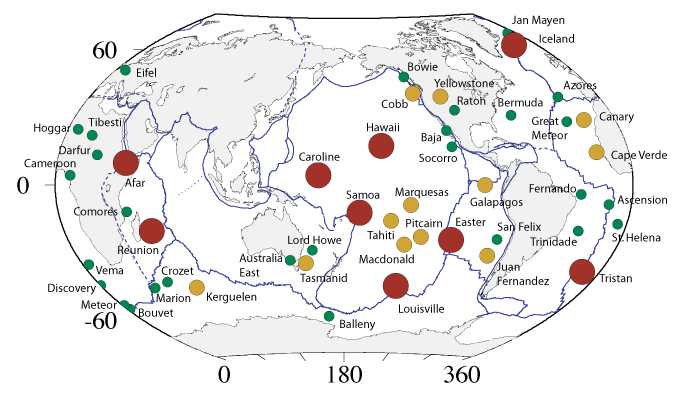
Основные горячие точки Земли
(красным выделены наиболее активные точки)

Классическим примером работы вулканизма над горячим пятном стал Гавайский архипелаг, растянувшийся почти на 2,5 тысячи километров. Далее он продолжается в подводных хребтах (Гавайский и Императорский), простирающихся до Камчатки, где Тихоокеанская плита погружается в мантию.
- Гавайская горячая точка
- Исландская горячая точка
- Йеллоустонская горячая точка
- Горячая точка Самоа
- Азорские острова

Сегодня открыты гигантские скопления горячего вещества на дне мантии. Создаётся единая теория тектоники всей мантии Земли, описывающая взаимодействие и эволюцию плит, плюмов и плавающих континентов.